# Жуківська сільська рада (Куликівський район)
Жу́ківська сільська́ ра́да — адміністративно-територіальна одиниця та орган місцевого самоврядування в Куликівському районі Чернігівської області. Адміністративний центр — село Жуківка.

## Загальні відомості
Жуківська сільська рада утворена у 1919 році.
- Територія ради: 50,69 км²
- Населення ради: 1 251 особа (станом на 2001 рік)

## Населені пункти
Сільській раді були підпорядковані населені пункти:
- с. Жуківка

## Склад ради
Рада складалася з 14 депутатів та голови.
- Голова ради: Козачок Наталія Іванівна
- Секретар ради: Пилипенко Валентина Григорівна

### Керівний склад попередніх скликань
| Прізвище, ім'я, по батькові | Основні відомості                                                         | Дата обрання | Дата звільнення |
| --------------------------- | ------------------------------------------------------------------------- | ------------ | --------------- |
| Козачок Наталія Іванівна    | Сільський голова, 1970 року народження, освіта вища                       | 26.03.2006   | 31.10.2010      |
| Козачок Наталія Іванівна    | Сільський голова, 1970 року народження, освіта вища, член Партії регіонів | 31.10.2010   |                 |

Примітка: таблиця складена за даними сайту Верховної Ради України

### Депутати
За результатами місцевих виборів 2010 року депутатами ради стали:

#### За суб'єктами висування
| Суб'єкт висування            | Кількість обраних депутатів | %    |
| ---------------------------- | --------------------------- | ---- |
| Партія регіонів              | 10                          | 71,4 |
| Соціалістична партія України | 3                           | 21,4 |
| Комуністична партія України  | 1                           | 7,1  |

#### За округами
| № округу                     | Прізвище, ім'я, по батькові     | Дата визнання обраним | Освіта             | Партійна приналежність             | Відомості про обраного депутата                        |
| ---------------------------- | ------------------------------- | --------------------- | ------------------ | ---------------------------------- | ------------------------------------------------------ |
| Комуністична партія України  |                                 |                       |                    |                                    |                                                        |
| 4                            | Порохова Марія Олексіївна       | 02.11.2010            | вища               | член Комуністичної партії України  | пенсіонер                                              |
| Партія регіонів              |                                 |                       |                    |                                    |                                                        |
| 1                            | Пилипенко Валентина Григорівна  | 02.11.2010            | вища               | член Партії регіонів               | Жуківська сільська рада, секретар                      |
| 2                            | Ведмідь Любов Миколаївна        | 02.11.2010            | середня спеціальна | член Партії регіонів               | Дитячий садок, завідувачка                             |
| 3                            | Савенок Ніна Михайлівна         | 02.11.2010            | середня            | член Партії регіонів               | Жуківська сільська рада, техпрацівник                  |
| 5                            | Серебряков Олександр Михайлович | 02.11.2010            | середня спеціальна | член Партії регіонів               | Дроздівська ДЛВМ, ветфельдшер                          |
| 6                            | Митус Сергій Володимирович      | 02.11.2010            | середня спеціальна | позапартійний                      | ПП «КПСС Юніон», оператор заправки                     |
| 7                            | Школік Юлія Мишаївна            | 02.11.2010            | середня спеціальна | член Партії регіонів               | Бібліотека філіал № 11, завідувачка                    |
| 10                           | Школік Сергій Михайлович        | 02.11.2010            | середня спеціальна | член Партії регіонів               | тимчасово не працює                                    |
| 11                           | Дурицька Наталія Василівна      | 02.11.2010            | середня спеціальна | член Партії регіонів               | Жуківський фельдшерсько-акушерський пункт, завідувачка |
| 12                           | Давиденко Людмила Миколаївна    | 02.11.2010            | вища               | член Партії регіонів               | Жуківська сільська рада, касир сільської ради          |
| 13                           | Дурицький Юрій Дмитрович        | 02.11.2010            | середня            | член Партії регіонів               | тимчасово не працює                                    |
| Соціалістична партія України |                                 |                       |                    |                                    |                                                        |
| 8                            | Корецька Світлана Іванівна      | 02.11.2010            | середня            | член Соціалістичної партії України | СТОВ «Льонок», продавець                               |
| 9                            | Труш Микола Володимирович       | 02.11.2010            | середня спеціальна | член Соціалістичної партії України | приватний підприємець                                  |
| 14                           | Спутай Сергій Володимирович     | 02.11.2010            | середня спеціальна | член Соціалістичної партії України | ПБВП «Новатор», ветфельдшер                            |